# Olga xứ Kiev
Thánh Ônga (Tiếng Slav Nhà thờ: Ольга, Tiếng Bắc Âu cổ: Helga; sinh ra k. 890–925 tại Pskov  – mất năm 969 tại Kiev) là một nhiếp chính của Rus' Kiev cho con trai Sviatoslav từ năm 945 đến năm 960. Do sự phiên âm không hoàn hảo giữa Tiếng Đông Slav cổ và tiếng Anh, cái tên Olga đồng nghĩa với Olha. Vì có nguồn gốc Varang, bà cũng được biết đến trong tiếng Norse Cổ với tên Thánh Helga. Sau khi chịu phép rửa tội, Olga lấy tên là Elena. Olga được biết đến với việc xóa sổ người Drevlia, một bộ tộc đã giết chồng bà là Igor xứ Kiev. Mặc dù cháu trai của bà là Vladimir, người sẽ chuyển đổi toàn bộ quốc gia thành Cơ đốc giáo, bà là người cai trị đầu tiên được rửa tội. Olga được tôn kính trong Giáo hội Công giáo và Giáo hội Chính thống giáo Nga như một vị thánh đồng đẳng sứ đồ, và ngày Lễ thánh của bà ở Nga là ngày 11 tháng 7.

## Thư viện ảnh

Minh họa từ Biên niên sử Radziwiłł
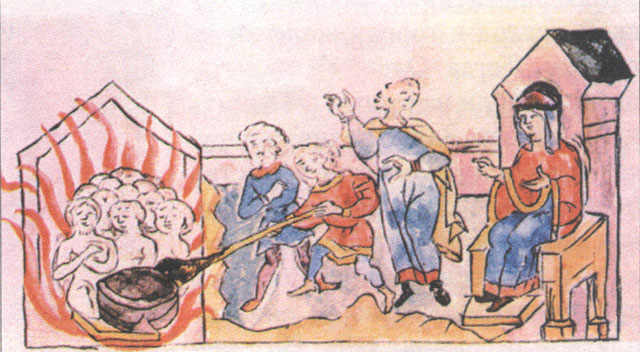
Olga trả thù cho cái chết của chồng
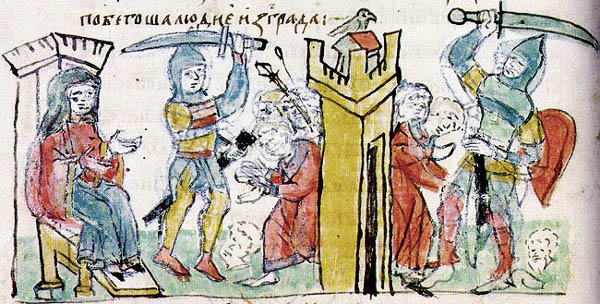
Sự trả thù thứ tư của Olga: Đốt cháy thủ đô Derevlia Iskorosten
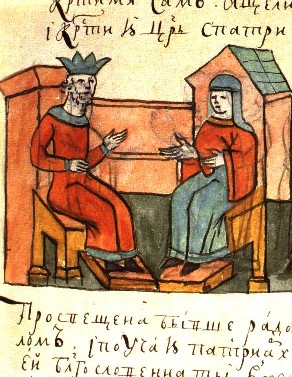
Lễ đón Olga bởi Konstantinos VII

Chân dung
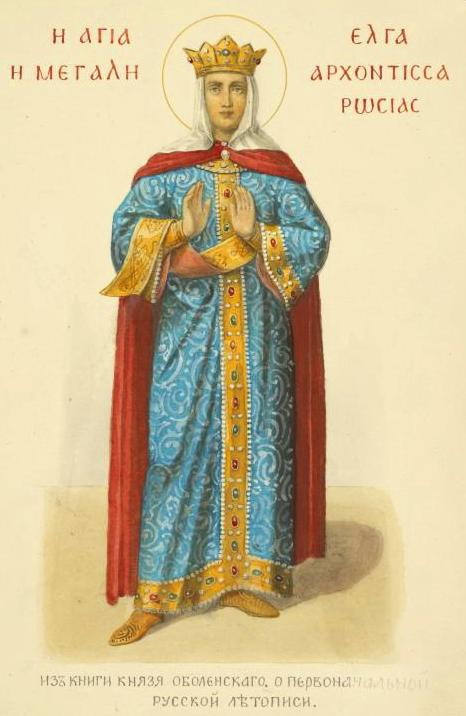
Nhà cai trị Rus Kiev Olga (1869)
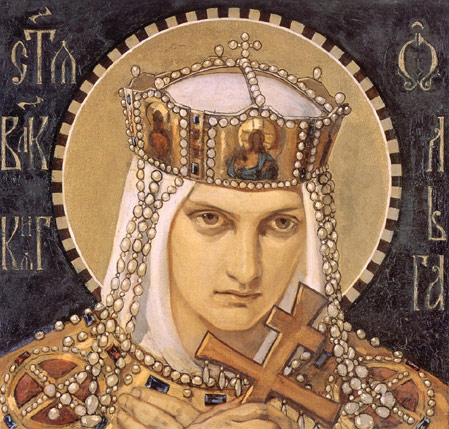
Thánh Đại vương công phu nhân Olga [ru] bởi Nikolai Bruni (1901)
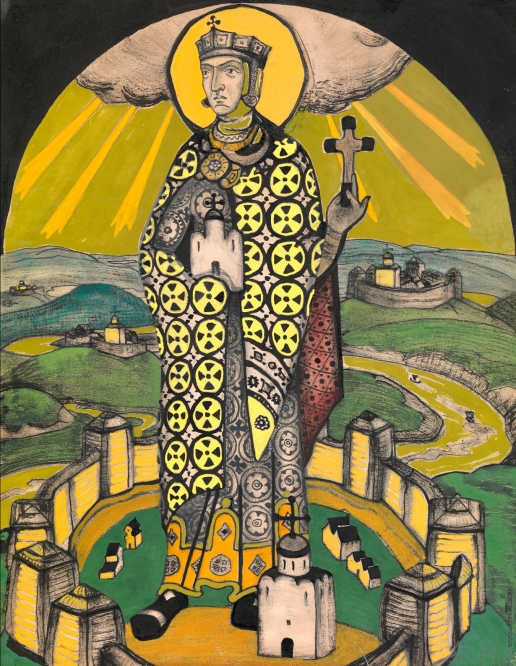
Thánh Olga bởi Nicholas Roerich (1915)